# مقاطعة موور (مينيسوتا)
مقاطعة موور (بالإنجليزية: Mower County)‏ هي إحدى مقاطعات ولاية مينيسوتا في الولايات المتحدة الأمريكية.